# Избори в Румъния

## Президентски избори
Президентски избори в Румъния са провеждани през 1990, 1992, 1996, 2000 и 2004 г. От 20 декември 2004 г. президент на страната е Траян Бъсеску. Следващите избори са предвидени за края на 2009 г.

## Парламентарни Избори
Изборите за Камарата на депутатите и Сената на Румъния се проведоха на 6 декември 2020 г.

## Избори за Европейския парламент
Избори за Европейския парламент са проведени през 2007 и 2009 г. На изборите през 2009 г. Румъния намалява своите представители от 35 на 33 евродепутати.
При изборна активност от 27,67% коалицията между Социалдемократическия алианс и Консервативната партия взима 11 места, Либерално-демократическата партия – 10 места, Националната либерална партия – 5 места, Демократичният съюз на унгарците в Румъния - 3 места, „Велика Румъния“ - 3 места, и Елена Бъсеску – 1 място.